# Banksula martinorum
Banksula martinorum is een hooiwagen uit de familie Phalangodidae. De wetenschappelijke naam van Banksula martinorum gaat terug op Briggs & Ubick.